# Championnats d'Europe de patinage de vitesse sur piste courte

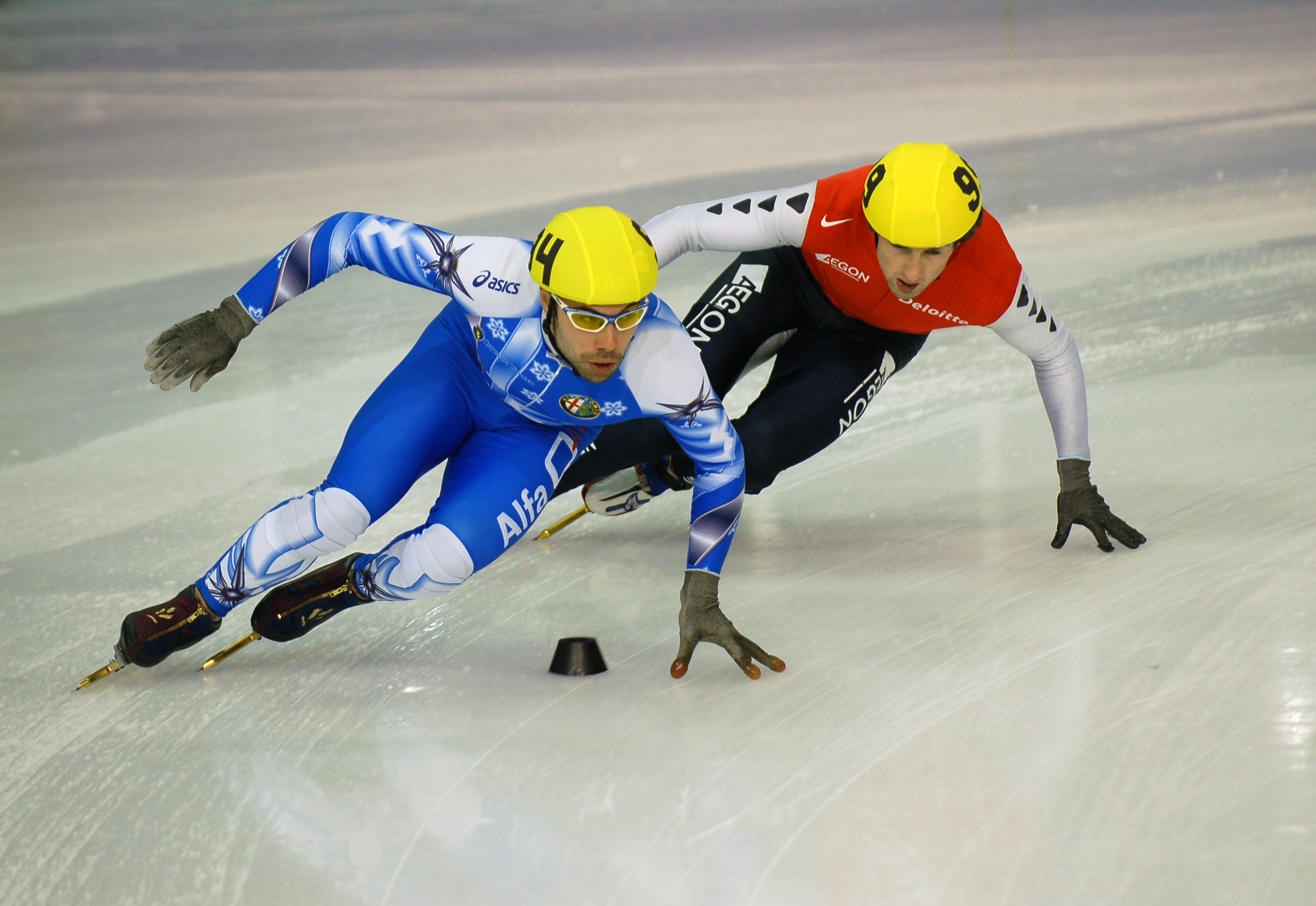
Championnats d'Europe de patinage de vitesse sur courte piste de la Ligue, 19 janvier 2007. Fabio Carta prend la tête des séries du relais 5 000 m hommes

Les Championnats d'Europe de patinage de vitesse sur piste courte sont une compétition européenne de patinage de vitesse sur piste courte organisée par l'Union internationale de patinage. Ils se tiennent annuellement depuis 1997.

## Palmarès (classement général)

### Hommes
| Année | Location          | Or                   | Argent                          | Bronze              |
| 1997  | Malmö             | Fabio Carta          | Mirko Vuillermin                | Bruno Loscos        |
| 1998  | Budapest          | Fabio Carta          | Michele Antonioli Dave Versteeg |                     |
| 1999  | Oberstdorf        | Fabio Carta          | Nicola Franceschina             | Michele Antonioli   |
| 2000  | Bormio            | Fabio Carta          | Nicky Gooch                     | Nicola Franceschina |
| 2001  | La Haye           | Bruno Loscos         | Cees Juffermans                 | Nicky Gooch         |
| 2002  | Grenoble          | Fabio Carta          | Nicola Rodigari                 | Bruno Loscos        |
| 2003  | Saint-Pétersbourg | Fabio Carta          | Michele Antonioli               | Nicola Franceschina |
| 2004  | Zoetermeer        | Nicola Rodigari      | Fabio Carta                     | Nicola Franceschina |
| 2005  | Turin             | Fabio Carta (7)      | Arian Nachbar                   | Nicola Franceschina |
| 2006  | Krynica-Zdrój     | Nicola Rodigari      | Fabio Carta                     | Pieter Gysel        |
| 2007  | Sheffield         | Nicola Rodigari      | Pieter Gysel                    | Yuri Confortola     |
| 2008  | Ventspils         | Haralds Silovs       | Niels Kerstholt                 | Nicola Rodigari     |
| 2009  | Turin             | Nicola Rodigari      | Haralds Silovs                  | Viktor Knoch        |
| 2010  | Dresde            | Nicola Rodigari (5)  | Thibaut Fauconnet               | Maxime Chataignier  |
| 2011  | Heerenveen        | Thibaut Fauconnet    | Haralds Silovs                  | Sjinkie Knegt       |
| 2012  | Mlada Boleslav    | Sjinkie Knegt        | Niels Kerstholt                 | Thibaut Fauconnet   |
| 2013  | Malmö             | Freek van der Wart   | Sjinkie Knegt                   | Vladimir Grigorev   |
| 2014  | Dresde            | Victor An            | Semen Elistratov                | Sjinkie Knegt       |
| 2015  | Dordrecht         | Sjinkie Knegt        | Victor An                       | Semen Elistratov    |
| 2016  | Sotchi            | Semen Elistratov     | Shaolin Sandor Liu              | Vincent Jeanne      |
| 2017  | Turin             | Semen Elistratov (2) | Shaolin Sandor Liu              | Sjinkie Knegt       |
| 2018  | Dresde            | Sjinkie Knegt (3)    | Vladislav Bykanov               | Semen Elistratov    |
| 2019  | Dordrecht         | Shaolin Sándor Liu   | Shaoang Liu                     | Semen Elistratov    |
| 2020  | Debrecen          | Shaoang Liu          | Shaolin Sándor Liu              | Semen Elistratov    |
| 2021  | Gdańsk            | Semen Elistratov     | Pietro Sighel                   | Itzhak de Laat      |

### Femmes
| Année | Location          | Or                     | Argent                            | Bronze                  |
| 1997  | Malmö             | Marinella Canclini     | Ellen Wiegers                     | Elena Tikhanina         |
| 1998  | Budapest          | Marinella Canclini     | Anke Jannie Landman Ellen Wiegers |                         |
| 1999  | Oberstdorf        | Marinella Canclini (3) | Evgenia Radanova                  | Maureen de Lange        |
| 2000  | Bormio            | Evgenia Radanova       | Katia Zini                        | Evelina Rodigari        |
| 2001  | La Haye           | Evgenia Radanova       | Mara Zini                         | Stéphanie Bouvier       |
| 2002  | Grenoble          | Evgenia Radanova       | Mara Zini                         | Joanna Williams         |
| 2003  | Saint-Pétersbourg | Evgenia Radanova       | Stéphanie Bouvier                 | Nina Evteeva            |
| 2004  | Zoetermeer        | Evgenia Radanova       | Tatiana Borodulina                | Marta Capurso           |
| 2005  | Turin             | Tatiana Borodulina     | Evgenia Radanova                  | Marta Capurso           |
| 2006  | Krynica-Zdrój     | Evgenia Radanova       | Arianna Fontana                   | Katia Zini              |
| 2007  | Sheffield         | Evgenia Radanova (7)   | Stéphanie Bouvier                 | Katia Zini              |
| 2008  | Ventspils         | Arianna Fontana        | Evgenia Radanova                  | Nina Evteeva            |
| 2009  | Turin             | Arianna Fontana        | Kateřina Novotná                  | Stéphanie Bouvier       |
| 2010  | Dresde            | Kateřina Novotná       | Arianna Fontana                   | Elise Christie          |
| 2011  | Heerenveen        | Arianna Fontana        | Bernadett Heidum                  | Martina Valcepina       |
| 2012  | Mlada Boleslav    | Arianna Fontana        | Jorien ter Mors                   | Martina Valcepina       |
| 2013  | Malmö             | Arianna Fontana        | Elise Christie                    | Jorien ter Mors         |
| 2014  | Dresde            | Jorien ter Mors        | Elise Christie                    | Arianna Fontana         |
| 2015  | Dordrecht         | Elise Christie         | Sofia Prosvirnova                 | Patrycja Maliszewska    |
| 2016  | Sotchi            | Elise Christie (2)     | Charlotte Gilmartin               | Suzanne Schulting       |
| 2017  | Turin             | Arianna Fontana        | Sofia Prosvirnova                 | Ekaterina Konstantinova |
| 2018  | Dresde            | Arianna Fontana (7)    | Martina Valcepina                 | Sofia Prosvirnova       |
| 2019  | Dordrecht         | Suzanne Schulting      | Sofia Prosvirnova                 | Elise Christie          |
| 2020  | Debrecen          | Suzanne Schulting      | Arianna Fontana                   | Martina Valcepina       |
| 2021  | Gdańsk            | Suzanne Schulting      | Anna Seidel                       | Sofia Prosvirnova       |

## Tableau des médailles
| Rang  | Nation      | Or | Argent | Bronze | Total |
| ----- | ----------- | -- | ------ | ------ | ----- |
| 1     | Italie      | 22 | 15     | 16     | 53    |
| 2     | Pays-Bas    | 8  | 9      | 7      | 24    |
| 3     | Bulgarie    | 7  | 3      | 0      | 10    |
| 4     | Russie      | 5  | 6      | 11     | 22    |
| 5     | Hongrie     | 2  | 5      | 1      | 8     |
| 6     | Royaume-Uni | 2  | 4      | 4      | 10    |
| 7     | France      | 2  | 3      | 7      | 12    |
| 8     | Lettonie    | 1  | 2      | 0      | 3     |
| 9     | Tchéquie    | 1  | 1      | 0      | 2     |
| 10    | Allemagne   | 0  | 2      | 0      | 2     |
| 11    | Belgique    | 0  | 1      | 1      | 2     |
| 11    | Israël      | 0  | 1      | 0      | 1     |
| 13    | Pologne     | 0  | 0      | 1      | 1     |
| Total | Total       | 50 | 52     | 48     | 150   |